# Li Wei (politico)
Li Wei, nome di cortesia Youjie (又玠), nome postumo Minda (敏達) (cinese tradizionale: 李衛; cinese semplificato: 李卫; pinyin: Lǐ Wèi; Tongshan, 1687 – Xi'an, 1738), è stato un politico e funzionario cinese della Dinastia Qing, vissuto durante il regno dell'imperatore Yongzheng (1722-1735).
Fu determinante per la diffusione e per l'esecuzione in tutta la Cina delle riforme di Yongzheng, inoltre ricoprì cariche governative in diverse regioni.

## Biografia
Nativo di Tongshan, nell'area di Jiangnan (l'attuale contea di Feng, sotto l'amministrazione di Xuzhou, nel Jiangsu), Li Wei diventò orfano dei genitori all'età di 10 anni. Non era un letterato, ma eccelleva nelle arti marziali; nel 1719 entrò nel Consiglio Finanziario come contabile regolare. Dopo che Yongzheng salì al trono fu fatto Governatore del Zhejiang nel 1727, dove mise in atto una delle riforme finanziarie distintive di Yongzheng: la transizione da una tassa pro-capite individuale ad una tassa sul terreno.
Nel 1729, in una rapida azione, Li Wei condusse gli sforzi per sradicare i lealisti della precedente dinastia Ming nell'area di Nanchino. Nel 1732, quindi, fu nominato Viceré di Zhili.
Insieme a Tian Wenjing e al mancese Ortai, Li era tra gli ufficiali più fidati dell'imperatore Yongzheng. Nel settembre del 1738, mentre era in visita alle tombe Qinling di Xi'an insieme all'imperatore Qianlong, Li Wei si ammalò di un'infezione ai polmoni e morì.

## Cultura di massa
In Cina sono state prodotte diverse serie televisive basate, sebbene non sempre fedelmente, sulla vita di Li Wei. La serie hit del 1998 Yongzheng Dynasty (雍正王朝) ha dipinto Li Wei come leale all'imperatore, ma in un certo qual modo subdolamente servile, che riesce a scalare le posizioni sociali con le sue adulazioni. Nel 2000 alcuni membri del cast della serie originale si sono riuniti, producendo un remake intitolato Li Wei the Official (李卫当官).